# Pont-de-Crau
Pont-de-Crau ist ein Ortsteil der Stadt Arles im französischen Département Bouches-du-Rhône. 2006 lebten hier 3238 Menschen. Der Name des Ortes leitet sich von Pont (dt.: Brücke) und der Crau ab.

## Lage
Pont-de-Crau ist ein direkter Vorort des Zentrums von Arles. Trotz der geografischen Nähe ist Pont-de-Crau aber nicht nur von Arles abhängig, sondern hat seine dörflichen Eigenschaften weitgehend beibehalten. Der Canal de Craponne, der der Bewässerung dient, kreuzt in Pont-de-Crau zwei Entwässerungskanäle. Pont-de-Crau befindet sich unmittelbar östlich des Zentrums der Stadt. Nördlich des Dorfes befindet sich Fontvieille, östlich befinden sich Moulès und Raphèle-lès-Arles.

## Geschichte
Schon während der Römerzeit entstand eine erste Brücke, die die Stadt mit dem Westaufstieg zum Plateau de la Crau verband. Diese trug zum einen die Via Aurelia und brachte außerdem Wasser aus den Alpilles in die Stadt. Etwa im 8. Jahrhundert wurde sie zerstört und wahrscheinlich im 12. Jahrhundert wieder aufgebaut. Im 16. Jahrhundert entstand der Canal de Craponne, gebaut von Adam de Craponne. 1758 begannen die Arbeiten an der Route de Marseille, die von einer 60-bogigen-Brücke getragen wurde. Heute ist diese verschwunden. 1847 entstand ein Eisenbahnviadukt. 1990 musste es beim Bau der Umgehungsstraße teilweise zerstört werden.